# Lasioderma micans
Lasioderma micans is een keversoort uit de familie klopkevers (Anobiidae). De wetenschappelijke naam van de soort is voor het eerst geldig gepubliceerd in 1829 door Mannerheim in Hummel.